# Cratera de Aorounga
A cratera de Aorounga é uma região que se formou através do impacto de um meteorito no território do atual Chade, centro-norte da África. A região encontra-se parcialmente erodida pelas intempéries naturais e tem aproximadamente 12,6 km de diâmetro. A sua datação é estimada como sendo menor de  345 milhões de anos.